# Ulrich-Haberland-Stadion (Amateurstadion)
Das Ulrich-Haberland-Stadion (bis 1998 Kleines Haberland-Stadion), benannt nach dem Chemiker Ulrich Haberland, ist ein Fußballstadion in Leverkusen unmittelbar westlich der BayArena.

## Geschichte
Das Stadion wurde 1958 eröffnet und war zunächst als Heimspielort der Feldhandballriege der SV Bayer 04 gedacht, die zwei Jahre zuvor die Deutsche Meisterschaft gewonnen hatte. Bis zum Bau des Stadions hatten sich die Handballer mit der Fußballriege noch das Stadion am Stadtpark im benachbarten Stadtteil Wiesdorf geteilt. 
Nachdem sich der Handballsport immer mehr zum Hallensport gewandelt hatte, wurde das Stadion mehr von den Nachwuchsfußballspielern, wie der Amateurmannschaft von Bayer 04, genutzt. 
Bis zum Beginn des Umbaus der benachbarten BayArena im Juli 2008 spielte die zweite Mannschaft von Bayer 04 Leverkusen im Ulrich-Haberland-Stadion. Während des Umbaus der BayArena war das Ulrich-Haberland-Stadion nicht für den Spielbetrieb geöffnet. Während dieser Zeit bestritt die zweite Mannschaft von Bayer 04 Leverkusen ihre Heimspiele vorübergehend im Kölner Südstadion. Zum Saisonbeginn 2010/11 sollte sie nach Leverkusen zurückkehren, ebenso ab diesem Zeitpunkt die Frauenmannschaft und die U-19-Mannschaft der Herren hier spielen. Da für die Nutzung in der damals viertklassigen Regionalliga aufgrund der niedrigen Kapazität eine Sondergenehmigung des DFB benötigt wurde, verzögerte sich die Rückkehr. Der Antrag hierfür wurde im Oktober 2010 gestellt, einen Monat später die Genehmigung erteilt. Ab Januar 2011 war das Ulrich-Haberland-Stadion damit wieder die Heimspielstätte der zweiten Mannschaft von Bayer 04 Leverkusen sowie der Frauenmannschaft. Seit der Auflösung der zweiten Mannschaft im Sommer 2014 tragen nur noch die Profi-Frauen sowie neu die U-19-Mannschaft der Herren ihre Heimspiele dort aus.
Am 3. August 2013 war das Ulrich-Haberland-Stadion Austragungsort des ersten DFB-Pokal-Spiels des damaligen Oberligisten Sportfreunde Baumberg aus Monheim am Rhein, der infrastrukturell bedingt in das Leverkusener Stadion ausweichen musste. Baumberg unterlag in diesem Spiel dem damaligen Zweitligisten FC Ingolstadt 04 mit 1:4.

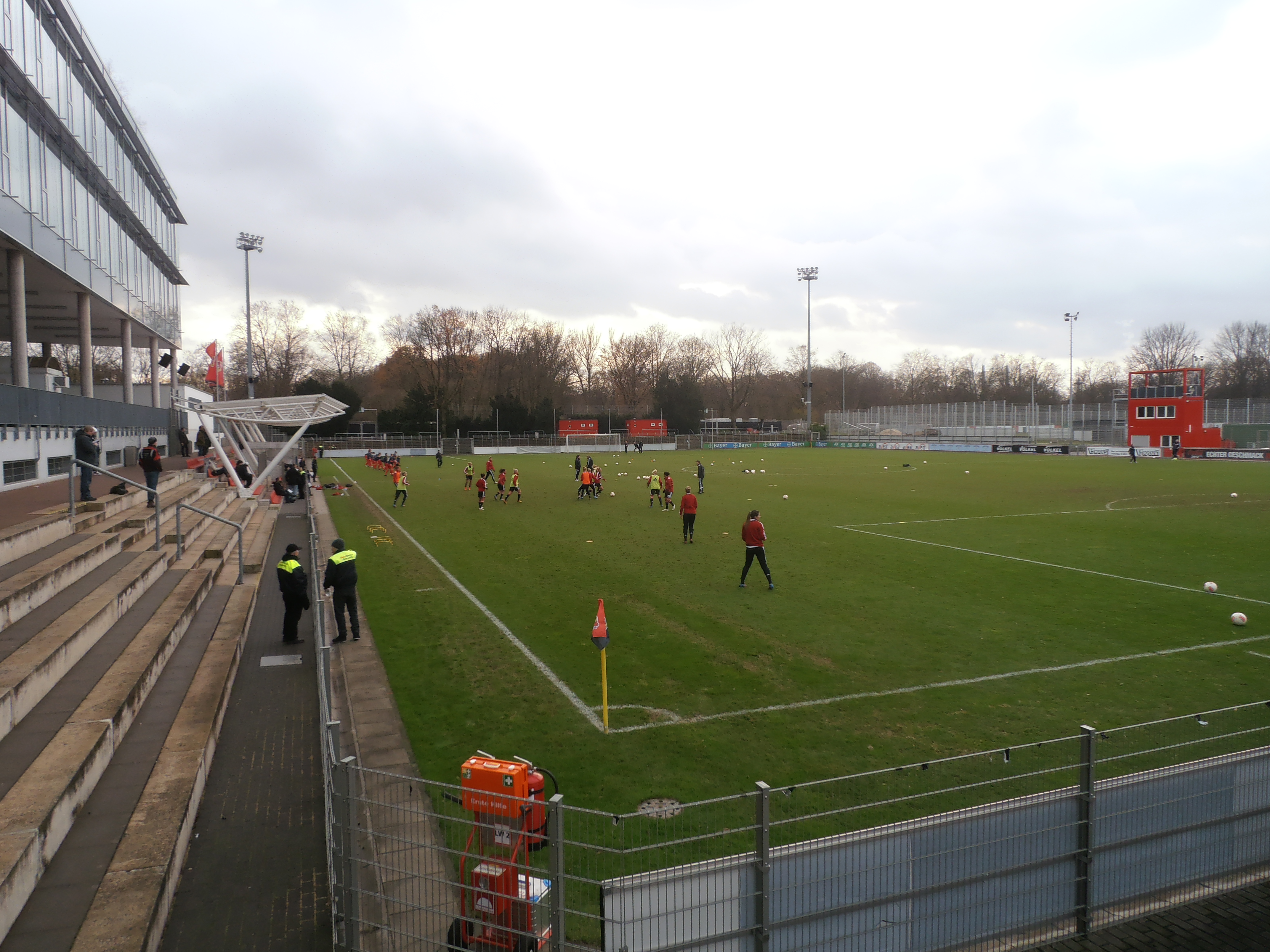
Stadionübersicht

Aufgrund des Umbaus der BayArena wurde ein zweigeschossiges VIP- und Pressezelt auf dem Gelände errichtet. Das Zelt war für bis zu 800 Besucher ausgerichtet. Während der Rückrunde 2008/09 wurde die Fläche für Baugeräte und Materialien benutzt, darüber hinaus fand ein Umbau statt. Die einzige überdachte Tribüne wurde abgerissen und durch eine neue ersetzt, des Weiteren wurde eine Rasenheizung installiert.
Ursprünglich war geplant, das Stadion auf 5000 Plätze auszubauen, statt eine Sondergenehmigung zu erwirken. Diese Pläne wurden jedoch zurückgestellt. Vor der letzten Umbaumaßnahme, in der die Zaunanlagen versetzt und die Stufen ausgebaut wurden, hatte die Kapazität schon einmal bei 5000 Plätzen gelegen.